# Jia Qinglin

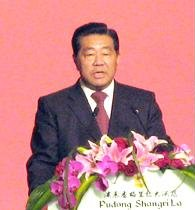
Jia Qinglin

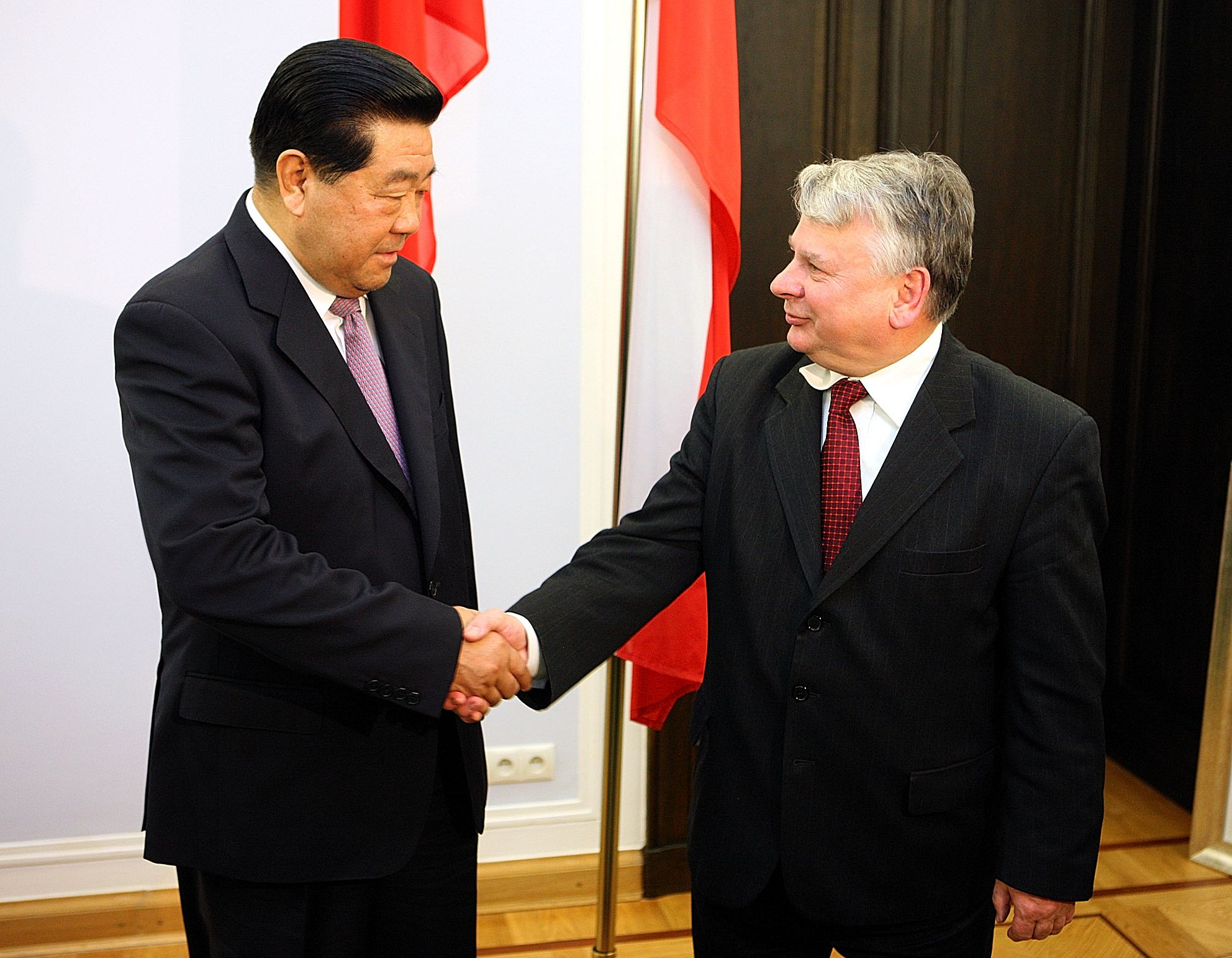
Z Bogdanem Borusewiczem podczas wizyty w Senacie RP (2010)

Jia Qinglin (chin. upr. 贾庆林, chin. trad. 賈慶林, pinyin Jiǎ Qìnglín; ur. 1940) – chiński polityk i działacz państwowy.
Urodził się w Botou w prowincji Hebei, ukończył studia w zakresie projektowania oraz produkcji sprzętu i silników elektrycznych na prowincjonalnej politechnice. W 1959 roku wstąpił do Komunistycznej Partii Chin.
Od połowy lat 80. pracował w lokalnych strukturach partyjnych w prowincji Fujian, w latach 1990–1994 był gubernatorem prowincji. Jako protegowany ówczesnego przewodniczącego ChRL Jiang Zemina w połowie lat 90. został przeniesiony do Pekinu, którego w latach 1997–1999 był burmistrzem. Od 1997 do 2012 roku zasiadał w Komitecie Centralnym i Politbiurze KPCh. W latach 2003–2013 był przewodniczącym Ludowej Politycznej Konferencji Konsultatywnej Chin. 
Na początku listopada 2010 roku przebywał z wizytą w Polsce.